# Juniperus seravschanica
Juniperus seravschanica — вид хвойних рослин з родини кипарисових (Cupressaceae). Місцем проживання цього виду є Афганістан, Іран, Казахстан, Киргизстан, Оман, Пакистан, Таджикистан, Туркменістан, Узбекистан, Індія (Західні Гімалаї).